# Mondher Kilani
 (janvier 2024).
Mondher Kilani, né le 18 janvier 1948 à Gafsa en Tunisie, est un anthropologue suisso-tunisien, professeur honoraire de l'Université de Lausanne.

## Biographie

### Origines
Mondher Kilani naît le 18 janvier 1948 à Gafsa, en Tunisie.
Il effectue toute sa scolarité en Tunisie.
Il quitte la Tunisie pour des raisons politiques.

### Formation
Après un diplôme d'études approfondies à l'École des hautes études en sciences sociales à Paris en 1977, Mondher Kilani obtient en 1983 le titre de docteur en anthropologie et sociologie de l'Université de Lausanne.
Entre 1989 et 1990, il est chercheur associé au département d'anthropologie de l'université de Californie à Berkeley.

### Parcours académique
Mondher Kilani est nommé professeur assistant à l'Université de Lausanne en 1985 puis professeur ordinaire en 1991.
Il est vice-doyen de la faculté des sciences sociales et politiques entre 1992 et 1994 puis doyen de cette même faculté entre 1998 et 2000. Il dirige l'institut d'anthropologie et de sociologie entre 2001 et 2009 puis le laboratoire d'anthropologie culturelle et sociale à partir de 2009.
Il prend sa retraite en 2013 puis est nommé professeur honoraire de l'Université de Lausanne la même année.

### Anthropen
En 2011, Mondher Kilani publie avec d'autres universitaires le Manifeste de Lausanne. Pour une anthropologie non hégémonique, dont le propos est de désoccidentaliser l'anthropologie et de l'ouvrir sur une perspective multi-centrée.
Le manifeste débouche sur le dictionnaire en ligne Anthropen en 2014, dont l'objectif est de fournir un savoir actuel et en libre accès dans le domaine des sciences de la culture.

## Prix et distinctions
- 1976 : premier prix de licence en sociologie de l'École des sciences sociales et politiques de l'Université de Lausanne[5]
- 1983 : prix François Hauser de l'Université de Lausanne pour sa thèse de doctorat en anthropologie[5]
- 1989 : prix du 450e anniversaire de l'Université de Lausanne[5].

- 2013 : membre de l'Académie tunisienne des sciences, des lettres et des arts « Beit al-Hikma »[10].

## Publications

### Ouvrages
- Mondher Kilani, Méditerranée. Récits du milieu des terres, Malvezie, Éditions Dépaysage, 2024, 99 p.
- Mondher Kilani, Comment l'esprit des femmes vient aux hommes et autres sujets remarquables, Vevey, Éditions de l'Aire, 2021, 329 p.
- Mondher Kilani, Du goût de l'autre. Fragments d'un discours cannibale, Paris, Éditions du Seuil, 2018, 384 p.
- Mondher Kilani, Tunisie. Carnets d'une révolution, Paris, Pétra, 2014, 321 p.
- Mondher Kilani, Pour un universalisme critique. Essai d'anthropologie du contemporain, Paris, La Découverte, 2014, 350 p.
- Mondher Kilani, Anthropologie. Du local au global, Paris, Armand Colin, 2012, 400 p.
- Mondher Kilani, Guerre et sacrifice. La violence extrême, Paris, Presses universitaires de France, 2006, 140 p.
- Mondher Kilani, L'universalisme américain et les banlieues de l'humanité, Lausanne, Payot, 2002, 103 p.
- Mondher Kilani et M. Waziri, Gomba Hausa. Dynamique du changement dans un village sahélien du Niger, Lausanne, Payot, 2000, 180 p.
- Mondher Kilani, L'invention de l'Autre. Essais sur le discours anthropologique, Lausanne, Payot, 1992, 319 p.
- Mondher Kilani, La construction de la mémoire. Le lignage et la sainteté dans l'oasis d'El Ksar, Genève, Labor et Fides, 1992, 342 p.
- Mondher Kilani, Introduction à l’anthropologie, Lausanne, Payot, 1989, 368 p.
- Mondher Kilani, Les cultes du cargo mélanésiens. Mythe et rationalité en anthropologie, Lausanne, Éditions d'en bas, 1983, 205 p.

### Ouvrages en collaboration
- Sogetto, persona e fabbricazzione dell’identità. Casi antropologici e concetti filosofici, avec S. Barberani, S. Borutti, C. Calame, C. Mattalucci, L.Vanzago, Milano, Mimesis, 2015, 162 pages.
- Manifeste de Lausanne. Pour une anthropologie non hégémonique, avec F. Saillant et F. Graezer Bideau (dir.), Montréal, Liber, 2011, 142 pages.
- Histoires de vie, témoignages, autobiographies de terrain. Formes d’énonciation et de textualisation,  avec Gabriella D’Agostino et Stefano Montès (dir.), Berlin, LIT Verlag, 2010, 289 pages.
- Figures de l’humain. Les représentations de l’anthropologie. Paris, Éditions de l'EHESS, avec F. Affergan, S. Borutti, C. Calame, U. Fabietti et F. Remotti, 2003, 355 pages.
- L’imbroglio ethnique en quatorze mots clés, avec R. Gallissot et A. Rivera, Lausanne, Payot, 2000, 250 pages.
- La fabrication de l’humain dans les cultures et en anthropologie, avec C. Calame (dir.), Lausanne, Payot, 1999, 165 pages.
- Islam et changement social (dir.), Lausanne, Payot, 1998, 348 pages.
- Universalisme et relativisme. Un débat d’actualité, avec G. Berthoud, P. Centlivres et C. Giordano (dir.), Fribourg, Presses Universitaires de Fribourg, 1993, 187 pages.
- Le discours anthropologique. Description, narration, savoir, Paris, Méridiens-Klincksieck, avec J.‑M. Adam, M.‑J. Borel, C. Calame, 1990, 306 pages.